# Alma Viva
Pour plus de détails, voir Fiche technique et Distribution.
Alma Viva (Âme vivante) est un film dramatique franco-portugais réalisé par Cristèle Alves Meira, sorti en 2022.

## Synopsis
Comme chaque été, la petite Salomé retrouve le village familial, niché au creux des montagnes portugaises, le temps des vacances. Tandis que celles-ci commencent dans l’insouciance, sa grand-mère adorée meurt subitement. Alors que les adultes se déchirent au sujet des obsèques, Salomé est hantée par l’esprit de celle que l'on considérait comme une sorcière.

## Fiche technique
Sauf indication contraire, les informations mentionnées dans cette section peuvent être confirmées par les bases de données cinématographiques IMDb et Allociné,  présentes dans la section « Liens externes ».
- Titre original : Alma Viva
- Réalisation : Cristèle Alves Meira
- Scénario : Cristèle Alves Meira et Laurent Lunetta
- Musique : Amine Bouhafa
- Décors : Rafael Mathé
- Costumes :
- Photographie : Rui Poças
- Montage : Pierre Deschamps
- Son : Ingrid Simon, Amaury Arboun et Philippe Charbonnel
- Production : Pedro Borges, Gaëlle Mareschi, Sébastien Delloye et Raquel Morte
  - Coproducteur : Thomas Berthon et Matthias Jenny
- Sociétés de production : Entre Chien et Loup, Fluxus Films et Midas Filmes
- Sociétés de distribution : Tandem
- Pays de production :  France et  Portugal
- Langue originale : portugais et français
- Format : couleur — 2,35:1
- Genre : Drame
- Durée : 88 minutes
- Dates de sortie :
  - France :
    - 18 mai 2022 (Cannes)
    - 12 avril 2023 (en salles)

  - Canada : 7 octobre 2022
  - Portugal : 3 novembre 2022
  - Belgique : 28 janvier 2023

## Distribution
Sauf indication contraire ou complémentaire, les informations mentionnées dans cette section proviennent du générique de fin de l'œuvre audiovisuelle présentée ici.
- Lua Michel : Salomé
- Ana Padrão : Fatima
- Jacqueline Corado : Aida
- Ester Catalão : Avo
- Duarte Pina : Tia Dantas
- Arthur Brigas : Tio Joaquim
- Catherine Salée : Cathie
- Martha Quina : Gracinda

## Distinctions
Prix de la meilleure mise en scène au Festival du film de société de Royan.